# 萩原流行
萩原 流行（はぎわら ながれ、1953年〈昭和28年〉4月8日 - 2015年〈平成27年〉4月22日）は、日本の俳優、タレント、ダンサー。東京都世田谷区出身。妻は舞台女優の萩原まゆ美。

## 経歴
世田谷高等学校卒業。
舞台、テレビドラマを中心に、俳優として活躍した。
所属事務所は、劇団ザ・スーパーカムパニイ、玉川高島屋ソニー販売店での売り子のアルバイト、つかこうへい事務所、オーケープロダクションを経て、最終所属は個人事務所。
1986年に『蒲田行進曲』で映画デビュー。2000年代以降は役者活動だけでなく、バラエティ番組などにも出演していた。
2008年12月、自身の俳優としてのDNAを継承すべき場として萩原流行アクターズスタジオを開設。
2014年10月25日、東京都杉並区内で乗用車を運転中、都内の50代男性に後ろから接触しながら、そのまま走り去った疑い（ひき逃げ）で2015年3月下旬に書類送検された。

### 死去
2015年4月22日午後6時頃、東京都杉並区高円寺南の青梅街道において、転倒したバイクのそばに倒れているところを発見され、病院に搬送されたが、約1時間半後に死亡が確認された。62歳没。
警視庁杉並警察署と同庁交通捜査課によると、事故当時、オートバイで3車線の中央車線を走行中、左側から車線変更をした警視庁高井戸警察署の護送車と接触し転倒。道路に投げ出されたところを後方からきた乗用車に胸部を轢かれたとみられる。なお、事故が起きた18時ごろ、東京西部は雨が降りだしていた。護送車を運転していた警部補は気がつかなかったと述べている。
5月22日には妻の萩原まゆ美が記者会見を開き、警察が車両について当初はワンボックス車と発表したことや、死因を心房破裂死と説明されていたにもかかわらず死体検案書では死因不詳とされたことなど、警察からの情報が伝わってこない状況があり、警察に対しての不信感があることを告白した。同席した堀内稔久弁護士は警察車両が走り去った後で現場に戻ってきたとの目撃証言を紹介し、「それは接触したということを認識していたということではないか」と述べた。またフジテレビはこの会見を生中継していたが、弁護士会のルールに反する行為であったため中断された。
7月2日、妻が2度目の記者会見を開き、警察側の説明について「ネット上にある事件直後の動画などと、食い違う部分が多い」と改めて不信感を示した。高井戸警察署による謝罪については、実況見分時の署員の言動を理由に拒絶している。また事故当時に、うつ病による影響を強調するような警察発表・報道がなされたことに関して「事故をたびたび起こしていたと表現されたり、うつ病が原因しているという誤った報道により傷つけられた、萩原流行の名誉を回復することを一番に考える」と語った。
8月14日、司法解剖の結果、左心房破裂および多発肋骨骨折を含む高度胸部外傷と報告された。
9月10日、護送車のドライバーだった高井戸署の男性警部補が自動車運転過失致死傷の疑いで書類送検された。
事故発生から1年4か月後、書類送検から約1年後となった2016年8月16日、警部補は略式起訴（後続車ドライバーは嫌疑不十分で不起訴）となり、 東京簡裁は同月23日付で罰金70万円の略式命令を出した。
約1か月後に4周忌を控えた2019年3月19日、警察が「遺憾」との表現を入れて謝罪し、賠償金を支払う内容で警察と遺族の間で和解が成立した。
2019年6月1日、神奈川・湘南の海に遺骨が散骨された。

## 人物
- デビュー作で大抜擢され、当時トップアイドルであった岡崎友紀のリフトをし、ちょうど岡崎の臀部を支えるパートを毎日務めた。
- 気さくでひょうきんな人柄であった。「何だよー!知らねえよー!」と神奈月に物真似されていた。
  - 神奈月にはものまねされているが、萩原自身も逆に神奈月と武藤敬司のものまねをしたことがあり、これを見ていた武藤も「誠意には誠意で」と言って、武藤が萩原のモノマネを披露したことがある。
  - 神奈月が萩原夫妻の前で流行のものまねを披露した時、流行は「全然似てねーよ」と否定したが、妻は大笑いし「そっくり」と絶賛した。
- 麻雀好きでフジテレビ（現在はCSのフジテレビONE）で不定期放送の『われめでポン』に度々出演し、優勝したこともある。
- 初期の俳優活動では2時間ドラマの卑劣な犯人役をすることが多かった。そのため、地方でのロケでは地元のお婆さんから石を投げられたことがあると『森田一義アワー 笑っていいとも!』「テレフォンショッキング」出演時に吐露した。
- 親友だった松田優作が主演した映画『ブラック・レイン』のオーディションを受けたが意中の役は射止められなかった。その際、松本刑事の部下役で打診されたが丁重に断った。しかし、松本役が高倉健だと後で知って後悔したと『カミングダウト』（日本テレビ）で語っている[22]。
- ウエスタンルックを好み、普段着としても愛用しているだけでなく、バラエティ番組などでも着用しての出演が多い。
- フジテレビ系列のバラエティ番組『ウチくる!?』には「斎藤和夫」という名前で出演していた。
- 大の猫好き。『クマのプーさん』が大好きで、本人曰く「パジャマもプーさん」であるという。
- 長年、妻とともうつ病に患い[23]、通院・服薬を続けていることを公言し、妻との共著も出版している[24]。トーク番組などで闘病経験を語る出演も多かった[25]。
- 不用意な発言が多く、司会を担当した『5時に夢中!』（TOKYO MX）は3か月で降板させられた。読売テレビの番組『ウラネタ芸能ワイド 週刊えみぃSHOW』の2000年12月24日放送回においても、準レギュラー出演していた同じ読売テレビ製作の『どっちの料理ショー』について「実際は負けたチームも食べることができます」と発言。司会の上沼恵美子から「そんなこと言っていいんですか？」と同局の人気番組を懸念するかのように問いただされていたが、萩原はその後『どっちの料理ショー』を降板させられた[26]。

## 活動歴

### 舞台
- ミュージカル 母をたずねて三千里(石毛恭子主演、1977年 当時の芸名は萩原光男)
- ホワイトレビュー
- ちんぴら遊侠伝（ザ・スーパーカムパニイ）
- デストラップ（死の罠）（自由劇場）
- ウーマン・イン ブラック（パルコ劇場）
- GANKUTSUO（青山劇場）
- 音楽劇 絆1995秋(主演)
- 『流行者』(1989年5月)（パルコ劇場公演 他）

### テレビドラマ
NHK
- 銀河テレビ小説（NHK）
  - つかこうへいのかけおち'83（1983年7月25日 - 1983年7月29日） - セツオの弟
- 嫁ぐ日'84（1984年） - 宗介
- 大河ドラマ
  - 独眼竜政宗（1987年） - 布施定時
  - 炎立つ（1994年） - 清原真衡
  - 元禄繚乱（1999年） - 土屋主税逵直
- 絆（1987年10月24日） - 猪口守泰
- びいどろで候〜長崎屋夢日記（1990年） - 辺見鋭之介
- 少年たち（1998年） - 松下経雄
- ロッカーのハナコさん（2002年） - 大竹専務

日本テレビ系列
- ニッポン親不孝物語（1985年）
- 刑事物語'85（1985年） - 大坪省三
- 火曜サスペンス劇場
  - 「傍観者殺人事件」（1986年）
  - 「髪（ヘアー）」（1987年3月17日）
  - 「悪女の泪」（1988年5月10日） - 高野公則
  - 「宵待草殺人事件」（1989年10月） - 谷崎潤一郎
  - ミスティガール紅子シリーズ - 平岡刑事 
    - 「ミスティガール紅子1・殺人者は二度ノックする」（1989年10月）
    - 「ミスティガール紅子2・南青山虚飾コレクション」（1990年11月13日）

  - 「松本清張スペシャル・家紋」（1990年2月）
  - 飛ぶ男、墜ちる女（1991年8月20日） - 大槻未知人
  - 「取調室7」（1997年9月） - 三田川竜彦
  - 「検事霧島三郎7」（1999年）
  - 「小京都ミステリー28」（2000年8月） - 河合達夫
  - 「うさぎと亀 〜桜の樹の下で〜」（2003年） - 大場文彦
- 花嵐の森ふかく（1988年）
- 奇兵隊（1989年12月30日-31日） - 井上聞多
- 闇を斬る!大江戸犯科帳 第3話「闇奉行対闇奉行」（1993年） - 井坂圭吾
- 鶴姫伝奇 -興亡瀬戸内水軍-（1993年）
- 家なき子2（1995年） - 木崎和幸/氷室龍一
- 女医（1999年） - 外科医・太田幸博
- 終戦記念ドラマスペシャル・この世界の片隅に（2011年8月5日） - 浦野十郎

TBS系列
- くれない族の反乱（1984年）
- 東中学3年5組（1984年）
- 家族ゲームII（1984年）
- 花田春吉なんでもやります（1985年） - 藤沢先生
- ソープ嬢モモ子シリーズ「スキャンダル黙示録」（1985年） - ホスト
- 知りすぎた男（1985年3月10日） - 主演・宮下明
- 遊びじゃないのよ、この恋は（1986年）
- 湖に立つ女 夏樹静子 原作 桜田淳子 主演（1986年） - 金融業者
- おめでた（1989年）
- 金田一耕助の傑作推理 第12作『魔女の旋律』（1991年）
- 日曜劇場 / 除雪車より愛をこめて（1993年、北海道放送）
- 月曜ドラマスペシャル（TBS）
  - 北アルプス穂高連峰殺人ルート（1995年7月、TBS） - 坂東真司
  - 西村京太郎サスペンス 十津川警部シリーズ9 松島・蔵王殺人事件（1995年） - 宮内敏夫
  - 演歌・唱太郎の人情事件日誌（1997年）
- 3年B組金八先生スペシャル9 「道は遠くとも〜子供を救え!大人達よ立ち上がれ」（1998年・第4シリーズの佐藤賢治の父 ）
- メモリー・オブ・ラブ（2004年 - 2005年、毎日放送） - 羽純の実父
- ウルトラマンマックス（2006年、中部日本放送） - 成宮和也
- 水戸黄門 第37部  第23話「次期将軍を狙った野望」（TVスペシャル、2007年9月17日） - 木下露庵

フジテレビ系列
- 時代劇スペシャル・岡っ引どぶ 第6作「折鶴殺人事件」（1983年） - 田宮
- 木曜ドラマストリート / 復讐はワイングラスに浮かぶ（1985年11月14日） -  村上
- スケバン刑事III 少女忍法帖伝奇（1986年 - 1987年） - 般若／依田一也
- プロゴルファー祈子（1987年、大映テレビ） - 野沢剣二
- ラジオびんびん物語（1987年） - 制作部ディレクター
- 教師びんびん物語
  - 教師びんびん物語 第1シリーズ（1988年） - 萬田亀造
  - 教師びんびん物語 第2シリーズ（1989年） - 安田副校長
- 京都サスペンス「妻たちのパスポート・けがれを流す賀茂の水」（1988年10月、関西テレビ・京都映画）
- やっぱり猫が好き殺人事件（1990年）
- 世にも奇妙な物語
  - お墓参り（1990年） - 主演
  - おれに関する噂（1991年） - 森下ツトム
- 不思議サスペンス「結婚式の客」（1991年、関西テレビ・松竹） - 主演
- 素顔のままで（1992年） - 松原武郎
- 恐怖配達人（1992年） - バーマスター他　全６話
- 白いシャツの女（1992年）
- 冬の訪問者（1994年、関西テレビ） - コクブ
- 君を想うより君に逢いたい（1995年、関西テレビ） - 田沼圭吾
- 銭形平次 第5シリーズ 第7話「危険な関係」（1995年） - 宇之助
- 鬼平犯科帳 第7シリーズ 第6話「殺しの波紋」（1997年） - 富田達五郎
- 踊る大捜査線 秋の犯罪撲滅スペシャル（1998年10月6日） - 東京消防庁火災調査官
- 金曜エンタテイメント
  - 「ナースな探偵2」（1998年） - 柳沢邦男
  - 「おばさんデカ 桜乙女の事件帖6」（1998年） - 浜野博
  - 「花村杏介シリーズ 娘道成寺伝説殺人事件」（2002年） - 鈴原章平
  - 「地獄の花嫁5」（2004年） - 若林純也
- 御家人斬九郎 第5シリーズ 第6話「捨値五両」（2002年） - 勝田彦右衛門

テレビ朝日系列
- 土曜ワイド劇場
  - 江戸川乱歩の美女シリーズ 第23作「炎の中の美女」（1984年11月10日） - 鳥井達夫
  - 疑惑の男（1984年、東映）
  - お見合いツアー殺人事件（1986年） - 村上幸夫
  - 復讐法廷（1997年） - 林田武樹
  - 温泉若おかみの殺人推理8（2000年） - 星川英治
  - 西村京太郎サスペンス『鉄道捜査官』 第8作（2007年） - 森本刑事
- はみだし刑事情熱系 第3シリーズ（1998年） - 前園真一
- 暴れん坊将軍VIII 第20話「好きです! さらわれた鶴姫」（1998年） - 朝倉主水正
- アンナさんのおまめ 第6話（2006年） - 大河原権造
- 必殺仕事人2009 新春スペシャル（2009年） - 伊勢屋
- ダブルス〜二人の刑事 第7話（2013年） - 森重六郎

テレビ東京系列
- 新春ワイド時代劇
  - 宮本武蔵（1990年1月2日） - 吉岡清十郎
  - 徳川剣豪伝 それからの武蔵（1996年1月2日）
  - 炎の奉行 大岡越前守（1997年1月2日） - 徳川宗春
  - 赤穂浪士（1999年1月2日） - 柳沢吉保
  - 壬生義士伝（2002年1月2日） - 伊東甲子太郎
  - 忠臣蔵〜決断の時（2003年1月2日） - 天野屋利兵衛
  - 竜馬がゆく（2004年1月2日） - 吉田東洋
- 女無宿人 半身のお紺（1991年） - 平手造酒
- あばれ八州御用旅第4シリーズ 第1話（SP）「男涙の大利根無情!抜荷街道の謎を追え!」（1994年4月） - 平手造酒
- 女と愛とミステリー
  - Wの悲劇（2001年5月） - 和辻道彦
  - 松本清張特別企画・喪失の儀礼（2003年12月） - 小池為吉
  - 松本清張特別企画・黒い画集〜紐（2005年1月） - 難波達郎
- 水曜シアター9
  - 温泉仲居・小泉あつ子の事件帳（2009年9月）
- 牙狼〈GARO〉-GOLDSTORM- 翔（遺作）
  - 第3話「蝶」（2015年4月25日） - 園長先生

### 映画・Vシネマ
- 蒲田行進曲（1982年、松竹） - 勇二
- 修羅がゆく1 - 13（東映ビデオ・KnacK） - 岸田組若頭・伊能組組長 伊能政治
- 人生劇場（1983年、東映） - 仁吉役者
- 里見八犬伝（1983年、東映・角川映画） - 妖之介
- 薄化粧（1985年、松竹） - 立石
- 愛の陽炎（1986年、松竹） - 関口岩松
- 傷だらけの勲章（1986年、ファインズ・コーポレーション、東宝） - テッド・片岡
- スケバン刑事 風間三姉妹の逆襲（1988年、東映・フジテレビ） - 依田一也
- 嵐が丘（1988年、東宝） - 秀丸
- 遊びの時間は終らない（1991年、東宝） - 柏崎
- 寒椿（1992年、東映） - 田村征彦
- 愛の新世界（1994年、東映） - 澤登
- マークスの山（1995年、松竹） - 須崎靖邦
- 極道の妻たち 赫い絆（1995年、東映） - 後藤修造
- 難波金融伝 ミナミの帝王 8 詐欺師潰し（1996年） - 伊崎社長 
  - 難波金融伝 ミナミの帝王 34 ブランドの重圧（2006年） - 井伏社長
- てやんでいBaby（1996年、ファインエンターテイメント）
- モスラ（1996年、東宝） - 田川義徳[1]
- リストラ代紋 3（1997年、クリエイティブアクザ）- 津軽
- 平成残侠伝  外道は殺れ! （1997年、東映ビデオ） - 銀友会組長 井狩弘明
- 真・雀鬼（1998年、フィルムシティ） - 赤司正威
- 借王3（1998年、日活） - 堂島経営研究所 堂島銀太郎(総会屋)
- 疵 KIZU 血の黙示録 4（1998年）- 殺し屋スコーピオン
- 大阪極道戦争外伝 シャブ極道〜暴発篇〜（1999年、徳間ジャパンコミュニケーションズ）- 主演・小笠原卓次
- 縁切り闇稼業 シリーズ（1999年 - 2000年） - 主演・東慶彦(ホスト) 
  - 縁切り闇稼業 システム金融の罠
  - 縁切り闇稼業vol.2 恐怖！毒殺保険金詐欺
  - 縁切り闇稼業vol.3 重婚詐欺の陰謀
  - 縁切り闇稼業 vol.4 戦慄のカルト教団
  - 縁切り闇稼業 芸能界秘密パーティの陰謀
- サギ師一平1-3（2000年、アンカー・フィルムズ） - 主演・一平
- 実録・安藤組外伝 地獄道（2001年、監修：安藤昇） - 二代目練道会幹事長 草刈組組長 草刈聡
- 九州マフィア外伝（2001年、アーバンアクターズプロ）- 周延明
- 修羅のみち3 広島・四国全面戦争（2002年、東映ビデオ） - 矢吹修道
- 新・日本の首領（2005年、GPミュージアム）- 義仁会会長 永沢公則
- 君はまだ、無名だった。（2005年、フルメディア/プラウドマン/KTJ） - 橘章吾
- 殺しの掟（2005年） - 戸川(元警察官、殺し屋)
- WARU（2006年、真樹プロダクション） - 羅
- 喰いしん坊! シリーズ（2007年 - 2008年） - ハンター錠二 
  - 喰いしん坊! 大食い開眼編（2007年、メディアワークス）
  - 喰いしん坊! 大食い苦闘編（2007年）
  - 喰いしん坊!3 大喰い敵対篇（2008年8月25日、オールインエンタテインメント）
  - 喰いしん坊!4 大喰い激闘篇（2008年12月25日、オールインエンタテインメント）
- 東京NEO魔悲夜1,2,3（2008年 - 2009年） - 帝都会 初代山龍組若頭 岩神公成
- Famille ファミーユ　フランスパンと私 TWILIGHT FILE V（2008年11月8日、MIRAI） - 風間亮
- 万華鏡（2009年）
- 瞳をとじて（2013年） - 神野智明

### バラエティー・教養番組
- 仮想空間Σ〜インタラクティブゲーム（NHK BS2）
- ゴールデンスロット（びわ湖放送ほか、2005年4月 - 2006年9月）
- 5時に夢中!（TOKYO MX、2006年10月 - 2006年12月、司会） - 不用意な発言の頻発で3か月で降板した。
- マジカル頭脳パワー!!（日本テレビ）
- ダウンタウンDX（読売テレビ）
- それ行けKinKi大放送（日本テレビ）
- 踊る!さんま御殿!!（日本テレビ）
- いい旅・夢気分（テレビ東京）
- コミュニTV 熱情放送（CATV）
- ウイニング競馬（テレビ東京、2007年4月 - 2008年3月、司会）
- 日本史サスペンス劇場「奇妙な夫婦 夏目漱石とその妻」（日本テレビ、2009年2月11日） - 夏目漱石
- 感道大陸!アメリカ（BS-TBS、2012年9月2日） - 旅人
- クイズ☆タレント名鑑（TBS）
- 最終警告!たけしの本当は怖い家庭の医学（朝日放送）

### テレビCM
- 明星食品「チャルメラ」
- アコム
- ひらかたパーク（2005年夏のプールのイメージキャラクター）「お父さん、萩原流行が流れてるよ」と言う子供の台詞がある。

### 吹き替え
- 魔法の剣 キャメロット - ルーバー〈ゲイリー・オールドマン〉
- 善き人のためのソナタ - ゲオルク・ドライマン〈セバスチャン・コッホ〉

### ゲーム
- 東京シャドウ - 高城礼二朗

### ラジオ
- ミュージック・ハイウェイ（TBSラジオ裏送り制作、JRN系全国ネット、2001年10月 - 2003年3月）
- 愉快!痛快!阿藤快（静岡放送、2008年4月5日、ゲスト）

### ミュージック・ビデオ
- 槇原敬之「優しい歌が歌えない」（2004年4月28日発売）

### 書籍
- Ｗうつ ~うつが、ふたりを本当の夫婦にした。（妻の萩原まゆ美との共著、2009年7月、廣済堂出版）

### CD
- ながれゆくとき〜流行瞬〜（2008年9月3日発売）